# 先進EHF通信衛星

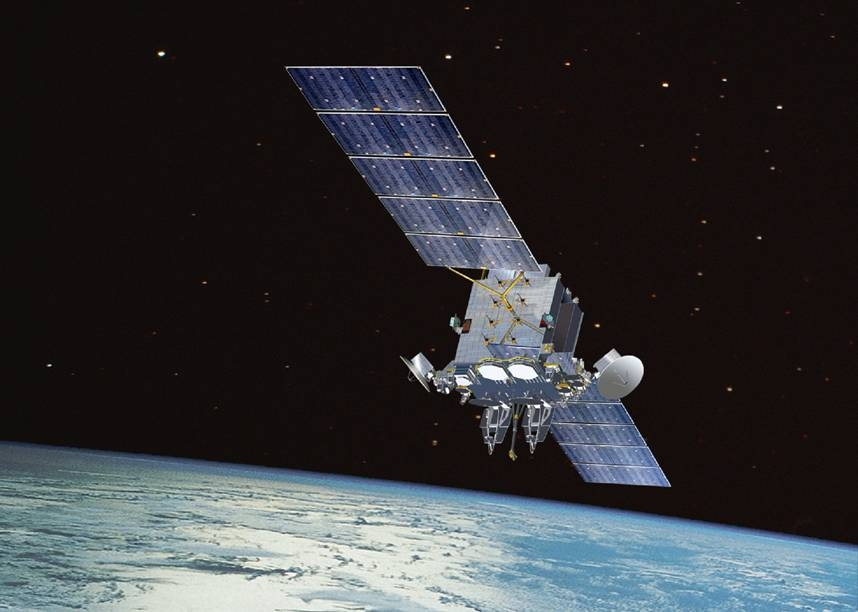
先進EHF通信衛星

先進EHF通信衛星AEHF(Advanced Extremely High Frequency)衛星はアメリカ空軍が整備を進めている新型の軍用通信衛星システムである。

## 概要
アメリカ軍の軍用通信衛星として1990年代からミルスター衛星（en:Milstar）が運用されてきたが、本衛星システムはそれを更新するものである。静止衛星であり、通信能力も大幅な向上が図られている。軌道運用4機のほか、地上予備機も準備される。ロッキードマーチン社のA2100M衛星バスを使用しており、衛星寿命は14年。1999年から開発が開始された。2008年に初打ち上げを予定していたが延期され、2010年8月14日に1号機AEHF-1が打上げられた。しかし、液体アポジエンジン噴射時にトラブルが発生して静止軌道投入に失敗したため、XR-5ホールスラスタなど別の小型推進システムを使って1年以上かけて軌道の上昇が行われ、2011年10月24日に静止軌道へ到着した。使用した液体アポジエンジンはIHI製のBT-4であったが、調査の結果このエンジンには異常はなく、燃料の供給系統の異常であった。
通信システムは、陸・海・空に所在する各ユニットとの交信が想定されており、EHF帯（ミリ波）を使用する。通信速度は1ユーザーあたり最大8.192 Mbit/s、低ビットレートでも75から2400bit/sを確保するようにしている。
核攻撃に伴う電磁波擾乱（電磁パルス）などへの抗堪性も向上しており、電子妨害への対抗性向上や通信の被探知性低下も行われている。
2号機のAHEF-2は2012年5月4日に、3号機のAHEF-3は2013年9月17日にアトラスVロケットで打上げられた。